# Сент Маріс (Онтаріо)
Сент-Меріс (англ. St.Mary's)   — містечко в графстві
Перт, недалеко міста Стратфорд, провінції Онтаріо у Канаді.

## Загальні відомості
Сент-Меріс розташований там, де річка Траут (англ. Trout Creek) вливається в ріку Темс (англ. Thames River).
Це місце поховання Артура Міена, 9-го прем'єр-міністра Канади. Тімоті Ітон (англ. Timothy Eaton), який згодом став одним з найвидатніших бізнесменом у сфері роздрібної торгівлі Канади, відкрив свій перший бізнес в Канаді в Сент-Меріс та прилеглому Кірктоні, Онтаріо. У Сент-Меріс розташована «Канадська Зала слави бейсболу» (англ. Canadian Baseball Hall of Fame).

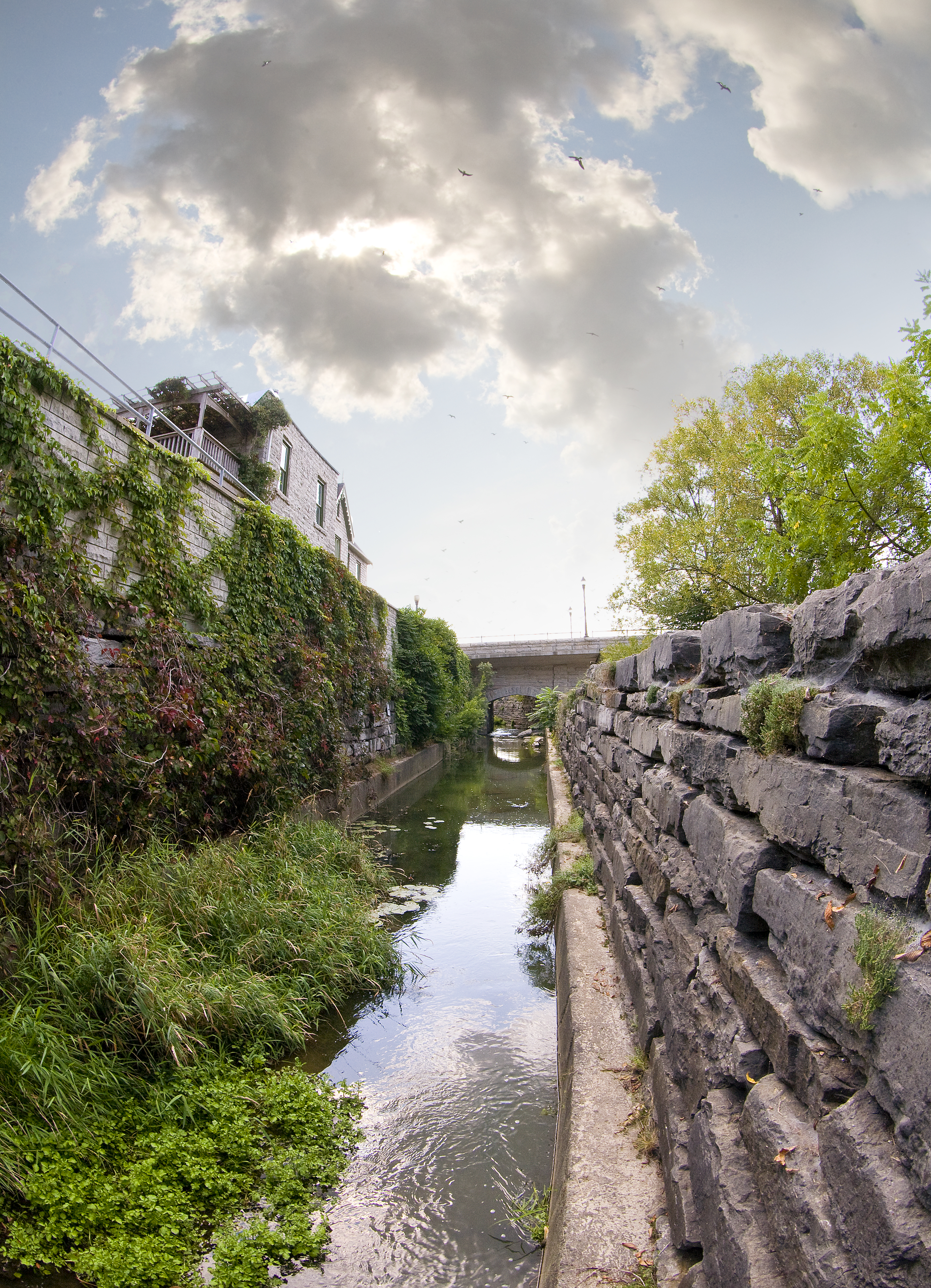
Канал 19-го століття для відведення води від річки Темс на заводи